# 205
| [ Edytuj tabelę ] |                            |
| Cesarz Chin       | - 189 Han Xiandi 220       |
| Władca Korei      | - 197 Sansang 227          |
| Papież            | - 199 Zefiryn 217          |
| Król Partów       | - 191 Wologazes V 208      |
| Cesarz Rzymu      | - 193 Septymiusz Sewer 211 |

Rok 205 / CCV
stulecia: II wiek ~
III wiek ~
IV wiek

lata: 195 «
200 «
201 «
202 «
203 «
204 «
205
» 206
» 207
» 208
» 209
» 210
» 215

## Wydarzenia
Cesarstwo rzymskie
- Prefekt pretorianów Lucjusz Fulwiusz Plautianus został oskarżony o spisek przeciw cesarzowi i skazany na śmierć.
- Prawnik Papinianus mianowany prefektem pretorianów.

## Urodzili się
- Cao Rui, chiński polityk, cesarz Wei (zm. 239).
- Plotyn, filozof, twórca neoplatonizmu (zm. 270).
- Shan Tao, chiński polityk (zm. 283).

## Zmarli
- 22 stycznia – Plautianus, prefekt pretorianów.